# 佐藤大介 (気象予報士)
佐藤 大介（さとう だいすけ、1973年3月14日 - ）は、神奈川県横須賀市出身の気象予報士。
身長182cm、体重68kg。

## 経歴
- 中央大学理工学部物理学科を卒業後、早稲田塾勤務を経て2007年ウェザーマップに入社[1]。
- 2008年10月に気象予報士の資格を習得[2]。

## 過去の出演番組
- 総力報道!THE NEWS（TBS系、2009年3月30日 - 2010年3月26日） - 気象キャスター
- えなりかずき!そらナビ（中部日本放送） - 東京からの中継を担当
- イブニングワイド（TBS、2010年1月29日） - お天気キャスター ・ 森田正光の代役[3]
- THE NEWS(TBS、主に平日昼) - 森朗らの代役
- Nスタ（TBS、2010年7月8・9・14 - 16日、2011年7月6・7日） -  森田正光の番組欠席（夏期休暇）に伴う代役
- SBSイブニングeye（静岡放送）天気キャスター（2011年秋改編まで）
- 『ひるおび!』内『JNNニュース』（TBSテレビ、2010年4月4日 - 2014年12月24日） - 水・木・金曜担当